# Ароухед Стейдиъм
„Ароухед Стейдиъм“ (на английски: Arrowhead Stadium) e стадион за американски футбол в Канзас Сити, Мисури, САЩ. На него домакинските си мачове игреае отборът на „Канзас Сити Чийфс“. Построен е по същото време със стадиона за бейзбол – „Кауфман Стейдиъм“, на който играе „Канзас Сити Роялс“, като заедно сформират спортния комплекс „Труман“. Футболният отбор „Спортинг Канзас Сити“ също домакинства на този стадион от 1996 до 2007 година.
Открит е през 1972 година, което го прави най-стария стадион в Американската футболна конференция.
Със своя капацитет от 76 416 души това е 25-ият по големина стадион в САЩ и четвъртият по големина в НФЛ. Освен това е и най-голямото спортно съоръжение в щата Мисури.
Официалното име на стадиона от 2021 година е GEHA Field at Arrowhead Stadium поради сделка между компанията GEHA и „Канзас Сити Чийфс“.
Освен по американски футбол стадионът е приемал срещи и по колежански футбол и футбол. Това е един от стадионите избрани за домакини на Световното първенство по футбол през 2026.